# Карье (Афон)
Карье́ (др.-греч. Καρυαί), также Карье́с (греч. Καρυές), Каре́я — поселение на Афоне в Греции. Здесь находятся духовная (Протат) и местная светская администрация Афонского монашеского государства. Население 163 жителя по переписи 2011 года. Проживают только мужчины, многие из которых монахи. Расположен в центре полуострова Айон-Орос на высоте 370 м над уровнем моря. В центре Карье находится главный афонский храм, посвященный Успению Богородицы.

## История
История восходит к X веку. Первоначально Карье был отдельным монашеским поселением и с самого начала выступал торговым и ремесленным центром Афона.
В начале 1280-х годов, в царствование византийского императора Михаила Палеолога, латинские крестоносцы напали на Святую Гору. Они подвергли пыткам Прота, которого повесили, и разграбили Протат, умертвив многих монахов. Погибшие прославлены как мученики 5 декабря (по юлианскому календарю) — преподобномученики Карейские.

## Современное состояние
Перепись населения Греции в 2011 году зарегистрировала 163 жителя. Карье является крупнейшим поселением особой административной единицы Айон-Орос.
Для руководства монашеским сообществом от 20 «правящих» монастырей (поскольку монастырь Эсфигмен с 1974 года пребывает в схизме, его место занимает келия Новый Эсфигмен) избираются местные органы самоуправления: Священная Эпистасия (Ιερά Επιστασία) и Протат, а также протоэпистатис (πρωτεπιστάτης) — первое лицо Священной Эпистасии.
В Карье находится 19 представительств правящих монастырей (кроме Кутлумуша — ввиду его близости к Карье) — подворий антипросопов, именуемых «конаками» (κονάκι).
Здесь также находится лицей «Афониад» (Αθωνιάδα Ακαδημία).

## Святыни и достопримечательности
Главным храмом Карье служит собор Протата, освящённый в честь Успения Богородицы. Здесь хранится особо почитаемая икона Богородицы «Достойно есть».
В особо оборудованной комнате в башне Протата находится книгохранилище, где, среди прочего, находится около 120 манускриптов, включая «Трагос» (Τράγος) — оригинал первого Устава Святой Горы (972).

## Население
| Год  | Население, человек |
| ---- | ------------------ |
| 1991 | 223                |
| 2001 | 241                |
| 2011 | ↘ 163              |